# 이옥 (1773년)
이옥(李{火玉}, 1773년 ~ 1820년 음력 2월 11일)은 조선후기의 문신, 종친으로 고종의 어머니이자 흥선대원군의 처 여흥대원비 민씨의 외조부이다. 동시에 흥선대원군과는 같은 항렬이었다. 초명은 렴(濂)이며, 본관은 전주이다. 덕흥대원군의 11대손이다.

## 생애
덕흥대원군의 아들 하원군의 10대손으로 목사 이민식(李民植)과 숙부인 청주한씨(淑夫人 淸州韓氏)의 차남으로 계사(癸巳) 1773년(영조 49) 8월 1일로 탄생했다. 덕흥대원군의 11대손이자, 달선군 이영의 양손자이며 한종세(韓宗世)의 외손자이다. 도정궁 완성군 이희의 친동생이기도 하다. 부인은 진사(進士) 경주인(慶州人) 김낙원(金樂元)의 딸로 공인 경주김씨(恭人 慶州金氏)이다. 경주 김씨와의 사이에서 태어난 딸은 여흥민씨 민치구와 결혼해 훗날 고종의 어머니가 되는 여흥대원비 민씨를 낳았다. 이옥은 통덕랑(通德郞)에 제수받고, 경진(庚辰) 1820년(순조 20) 2월 11일 향년 48세로 별세하였다.
덕흥대원군의 아들 하원군의 10대손이었던 그는 외손녀사위가 되는 흥선대원군에게 아버지쪽으로는 촌수가 22촌 형님이 되었다. 22촌 동생뻘이자 외손녀사위가 되는 흥선대원군은 그가 죽고 9개월 후인 음력 11월 16일에 출생하였다.

## 가족관계
- 조부: 달선군 이영(達善君 李泳, 1731년 - 1748년), 숙종의 왕자 연령군(延齡君)의 계자인 낙천군(洛川君) 이온(李縕)에게 출계하였다가 파양.
- 생조부: 도정궁 판돈녕 이풍(李灃, 1727년 - 1795년)
- 아버지: 이민식(李民植, 1753년 - 1817년), 판돈녕 이풍의 차남이고, 숙부 달선군 이영에게 출계.
- 어머니: 숙부인 청주한씨(淑夫人 淸州韓氏, 1752년 - 1813년), 청주인(淸州人) 한종세(韓宗世)의 딸.
  - 형: 도정궁 완성군 이희(完城君 李爔, 1771년 - 1830년), 백부(伯父) 도정궁 진안군 이언식(晋安君 李彦植, 1752년 - 1819년)에게 출계.
  - 여동생: 청풍인(淸風人) 김기성(金基性)에게 출가.
  - 여동생: 창원인(昌原人) 황기철(黃基轍)에게 출가.
  - 여동생: 풍산인(豊山人) 홍절모(洪晢謨)에게 출가.
- 부인: 공인 경주김씨(恭人 慶州金氏, 1770년 - 1832년), 진사(進士) 경주인(慶州人) 김낙원(金樂元)의 딸.
  - 장남: 이시학(李時學, 1794년 - 1852년)
  - 2남: 도정궁 완창군 이시인(完昌君 李時仁, 1805년 - 1843년), 백부(伯父) 완성군 이희에게 출계.
  - 딸: 판돈녕부사 증 의정부 영의정 여흥인(驪興人) 민치구(閔致久, 1795년 - 1874년)에게 출가.
    - 외손녀: 고종의 사친 여흥대원비 민씨이고, 흥선대원왕의 부인.